# 拉布乡
拉布乡，是中华人民共和国青海省玉树藏族自治州称多县下辖的一个乡镇级行政单位。

## 行政区划
拉布乡下辖以下地区：
拉司通村、吾海牧委会、郭吾村、兰达村、达哇村、德达村和帮布村。